# Felice Soldini
Felice Soldini (26. oktober 1915 - 15. januar 1971) var en schweizisk fodboldspiller (Forsvarer). Han spillede for AC Bellinzona og for Schweiz' landshold. Han var med i den schweiziske trup til VM 1950 i Brasilien, men kom dog ikke på banen i turneringen, hvor schweizerne blev slået ud efter det indledende gruppespil.